# シグル1世 (ノルウェー王)
シグル1世・マグヌソン（シグル十字軍王、シグルド1世とも。古ノルド語:Sigurðr Jórsalafari、ノルウェー語:Sigurd Jorsalfare、1089年ー1130年3月26日）は、12世紀のノルウェー王である。シグル1世は異母兄弟のエイステイン・マグヌソン(1123年死没)と共同で王国を治め、彼らの治世は中世ノルウェー王国の黄金期とされている。シグルの渾名十字軍王は、1107年から1110年にかけて彼が執り行った十字軍遠征による名であり、この十字軍遠征は一国の国王が個人的に行った初の遠征であった。

## 若年期
シグルは先代のノルウェー王マグヌス3世の3人の息子の1人であった。シグルの兄弟構成は、異母兄のエイステイン・マグヌソン、異母弟のオーラヴ・マグヌソンとなっており、3人とも非嫡出子であった。彼らは兄弟同士の争いや内戦を防ぐため、父の死後、王国を3人で共同統治した。しかし1115年にオーラヴが亡くなり、1123年にはエイステインが亡くなったため、それ以降はシグルが唯一のノルウェー王として統治を続けた。
シグルはノルウェー王に即位する以前に、島嶼部の王並びにオークニー伯という爵位を有していたが、エイステインやオーラヴはこのような爵位を有していなかった。オークニー伯位はシグルの後、ホーコン・ポールソンが継承した。
多くの歴史家たちは、シグルの治世を中世ノルウェー王国の黄金期であるとみなしており、経済的・文化的に繁栄していたがためにシグル王が数年にわたる十字軍遠征を敢行し、名声を得ることができたのであろうと考えている。

## マグヌス3世との遠征

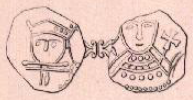
1115年以前に鋳造されたとされるノルウェー王国のコイン。オーラヴ王とシグル王を表現しているものとされる。

1098年、シグルは父王マグヌス3世のオークニー諸島・ヘブリディーズ諸島・アイリッシュ海遠征に従軍した。オークニーへの軍事遠征の末、マグヌス3世は当時のオークニー伯ポール・トルフィンソン、アーランド・トルフィンソン兄弟を迅速に撃破し退位させた後に、その後継者として自身の息子シグルを即位させた。そしておそらく、同年中にマグヌス王は同様にして島嶼部の王にもシグルを任命したとされる。マグヌス王は先代の島嶼部の王の死に直接関与していなかったとされており、マグヌス王は武力侵攻をもってして王位を獲得したと考えられている。1098年、軍事遠征が終わるとマグヌス王はノルウェーに帰還したが、シグルがこの時父王と共にノルウェーに帰還したかどうかは定かではない。しかし、1102年に父王が再び軍事遠征を開始しオークニーに現れた際、シグルもオークニーに居たことは明らかとなっている。この時、マグヌス3世はアイルランドの有力者en:Muircheartach Ua Briainとの婚姻関係を基盤とした同盟を締結した。彼はアイルランドで最も勢力のある領主の1人であったことから自身をアイルランド上王であると宣言しており、またダブリン王としてダブリンも統治していた。アイルランド上王との同盟締結に際し、シグルは上王の娘Bjaðmunjoと結婚した。ただし、彼らは結婚初夜を迎えなかった。
1103年、マグヌス3世はアルスター地方でアイルランド軍の襲撃に遭遇し、戦死した。当時14歳であったシグルは残されたノルウェー軍を率いてアイルランドを発ち、アイルランド上王の娘との結婚を放棄してノルウェーに帰還した。ノルウェーへの帰還に先立ち、シグルと彼の兄弟エイステイン・オーラヴは共同王としてノルウェー王に即位し、しばらくの間は3人がノルウェー王国を分治するという取り決めを行った。父王の軍事遠征は結果的にはある程度成功を収め、ノルウェー王国の支配下となった数多くの島々からの富の獲得が可能になった上に、労働力まで賄うことが可能となった。しかし、マグヌス3世の死後、ヘブリディーズ諸島とマン島はノルウェー王国の支配下から脱し、再び独立した。

## ノルウェー十字軍

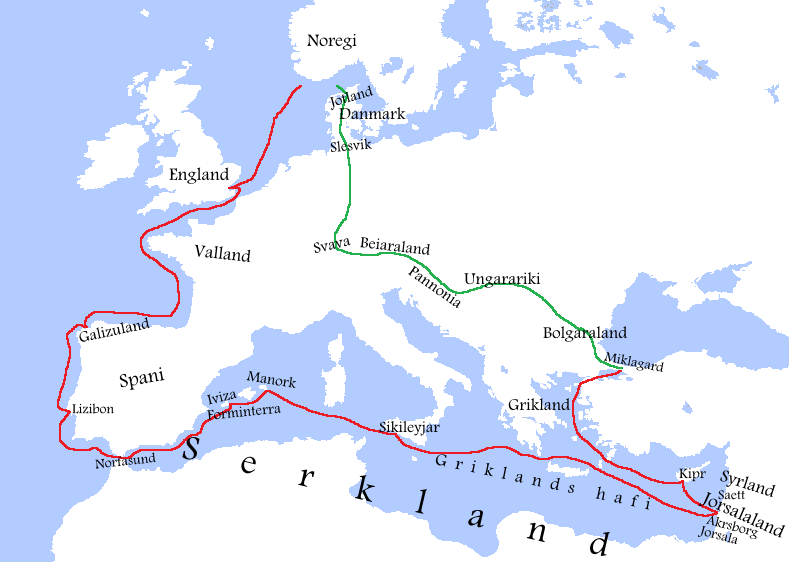
シグル王がとった遠征ルート。赤色が海路で緑色が陸路。

1107年、シグル王は建国されたばかりの十字軍国家：エルサレム王国を支援するために、十字軍遠征を開始した。この十字軍遠征は、一国の主たる国王が直々に執り行った初の十字軍遠征であり、その功を称えシグル王には十字軍王(Jorsalafari)の渾名が付されることとなった。サガ「ヘイムスクリングラ」によれば、シグル王は60隻の船と5000人の戦士を率いたとされる。遠征に際し、シグル王とエイステイン王のどちらが国に残り、どちらが遠征をおこなうか討論が行われたとされ、結局、シグル王が遠征軍を率いることとなった。エイステイン王と比べ、シグル王は父王のアイルランド・スコットランド方面への軍事遠征にたびたび従軍していたことから遠征経験が豊富であったためではないかと考えられている。Thorarin Stutfeldはこの出陣について以下のように詠っている。
若き王　正しくも親切なり、
忠誠のこころを持つ者たち、
勇士らすぐさま同意して、
喜び勇んで遠征へ。
聖地目指す勇敢な隊、
荘厳にして華やかに、
六十隻の長船に乗り、波しぶく海をすべりゆく。
出陣を果たしたシグル王は秋にイングランドに向かい、冬の間をその地で過ごした。イングランドへの着陣についてEinar Skulasonは以下のように詠っている。
王は波に乗りて進む、暴風も恐れず立ち向かう。
海の駿馬　翼あるごとく、白波を越えてすべりゆく。
イングランドの岸に着き、その地にて冬を過ごせり。
あの地を踏んだ勇王は、かつてなき誉れ高し。

### ガリシア滞在とイベリア沖の戦い
1108年春、シグル王は艦隊を率いてヴァランド（フランス西部）へ向けて出航し、同年秋にはガリシア地方に到達した。ここで一行は遠征開始から二度目の冬（1109年）を過ごすこととなる。詩人Einar Skulasonはこの地での冬営を次のように詠んでいる。

わが王よ、汝の地の広さに並ぶ国なく、

聖ヤコブの地にて冬を越し、

聖なることに心を向けたり。

若き王、真理をそむく伯を

剣にて断ちしと、我は聞けり。

悪を許さぬ勇王の傍らに、

鷹どもは飽きるまで肉を喰らわん。

この地を治めていた伯爵は、王とその兵に食糧を売る市を冬の間提供するという協定を結んでいたが、それはユールの頃を境に反故にされ、遠征軍は深刻な食料難に直面した。ガリシアは元来痩せた土地であり、地元での補給も限られていたためである。事態を憂慮したシグル王は多くの兵を率いて伯爵の所領へと進軍し、その城を襲撃した。伯爵はわずかな手勢とともに逃亡し、王軍は城内から多量の食糧と戦利品を得た。これを船に積み込み、軍勢はイベリア南岸へと進路を取った。
この年、王がスペイン沿岸を航行していた折、掠奪を目当てに巡航していた異教徒のヴァイキング船団と遭遇した。シグル王はこれと交戦し、これが遠征における初の異教徒との戦闘となった。王はこの海戦に勝利し、八隻の軍船と積荷を鹵獲した。詩人Haldor Skvaldreはこの勝利を以下のように詠む。

死地に赴くを厭わぬ海賊ども、

偶然にも北の王に出会い、

彼らの櫂船を前に進めたり。

されど勇王の軍勢により、

多くの者が命を落とし、

八隻の船、積荷と共に奪われぬ。

この戦いの後、シグル王はスペインの地にある要塞都市シントラ（Sintre）へ向けて進軍した。この都市はイスラーム教徒によって支配され、周辺のキリスト教徒住民をたびたび襲撃していたとされる。シグル王はこの地でも戦闘を行い、洗礼を拒んだすべての住民を討ち取り、多量の財宝を鹵獲した。この戦果についてもHaldor Skvaldreは次のように述べている。

スペインにての知らせ多く、

寛大なるわが王の武勲を語る。

まず海賊を討ち破り、

次いでシントラにて異教徒を掃討す。

真の信仰を拒む者ども、

神の敵として斬り伏せられたり。

キリストの御名により、

洗礼受けぬ者は容赦されず。

### イベリア半島西岸の戦役とフォルメンテーラ島の戦闘
シントラを攻略した後、シグル王は艦隊を率いて西方へと航行し、スペイン西岸に位置する都市リスボンに到達した。当時のリスボンは半分がキリスト教徒、半分が異教徒の都市であり、キリスト教勢力とイスラーム勢力の境界にあたっていた。ここにて、シグル王は遠征における三度目の戦いを経験し、これにも勝利を収めた。Haldor Skvaldreはこの戦いを次のように詠んでいる。

王の御子、リスボンの原にて、

第三の血戦を勝ち得たり。

北人の兵らは勇ましく上陸し、

たくましき船を波打ち際に乗り上げぬ。

さらに王は西進を続け、異教徒が支配する町アルカーセ（Alkasse）に到着した。ここでも激戦が行われ、シグル軍は多数の異教徒を打ち破り、町は略奪の後に無人となった。詩人Haldor Skvaldreはこの戦いについてこう詠む。

アルカーセにて、第四の

大いなる戦があったと聞く。

ここにおいても勝利は、

ノルウェーの王にもたらされた。

さらに、次の詩句が当時の町の有様を伝えている。

王が町を通るとき、

異教徒の未亡人らの嘆きが、

空虚なる館に響き渡った。

町の者たちは逃げ去り、あるいは斃れたり。

その後、シグル王は艦隊を率いてジブラルタル海峡（ノルファスンド）を通過したが、ここで大規模な異教徒ヴァイキングの艦隊と遭遇した。王はこれに対しても果敢に戦い、遠征開始以来五度目となる戦いに勝利した。Haldorはこれを次のように詠む。

ノルファスンドを進みながら、

乾いた剣を血に濡らしぬ。

悲鳴を上げる鴉は、

東へと進む王の後を追う。

次いで、シグル王はサークランド沿岸にそった航路を取り、フォルメンテーラ島（Forminterra）に到達した。この島には多数のムーア人（イスラム教徒）が洞窟を要塞化して居住しており、周辺をたびたび襲撃していた。王はこれを討伐すべく上陸し、ノルウェー戦士らは崖をよじ登って船を洞窟の前まで吊り下ろし、投石や矢で内部の敵を撃退した。最終的に洞窟の入口に薪を積み上げて火を放ち、多くの異教徒を焼き殺し、一部を討ち取り、圧倒的な勝利を得た。この戦闘は遠征中でも最大級の戦利品をもたらしたとされる。
この戦いは複数の詩人により詠まれている。まずHaldor Skvaldreは次のように述べている。

フォルメンテーラは王の進路にあり、

その船首は勝利をもたらし進む。

青き異教徒らは火を受け、

北人の剣をその胸に受ける。

さらに続けて彼はこう詠む。

誉れ高き武勲なり、

洞窟の前に舟を吊るし、

勇敢なる兵を乗せて降ろす。

岩を登り、仲間を引き上げ、

北人は洞へと突入し、

青き異教徒らを討ち滅ぼす。

詩人Thorarin Stutfeldもまた、王の奇抜な戦術をこう描写する。

王の兵ら、海より二隻の舟を

岩山の側面へと引き上げぬ。

二隻の舟は、灰色の山狼のごとく。

いまや綱にて宙を舞い、

勇士を乗せて洞窟の門前に吊られり。

そして死は異教徒に迫り来たる。

このようにして、シグル王はイベリア半島沿岸における一連の戦役を勝利で飾り、さらなる航海を続けた。

### シチリア王ルッジェーロ2世との会見と王号授与
シグル王は1109年の春、シチリア島に到達し、長期間その地に滞在した。この頃のシチリアは、ノルマン人の統治下にあり、ルッジェーロ2世がその支配者であった。ルッジェーロ公はシグル王を温かく迎え、盛大な饗宴に招いた。シグル王は大勢の従者を伴ってこれに出席し、七日間にわたり歓待を受けたとされる。
饗宴の期間中、ルッジェーロ公は毎日王の膳に仕えるという丁重なもてなしを示した。だが、饗宴の七日目、皆が手を清め、席に着こうとしたとき、シグル王はロッジェーロの手を取り、高座へと導き、これを「王」として称え、シチリア王国における王号の使用を正式に認めたとされる。これ以前、シチリアは伯爵（Count）または公爵（Duke）の統治下にあったが、以後は「王」が立つこととなったという。この時シグル王と会見したロッジェーロは、後にルッジェーロ2世としてシチリア王に即位し、アプリア地方やギリシア海に浮かぶいくつかの大島を征服し、「ルッジェーロ大王（Roger the Great）」と呼ばれるに至った。

### 聖地遠征と聖十字架の破片
1110年夏、シグル王は艦隊を率いてギリシア海を越え、パレスチナに到達した。彼は陸路でエルサレムへと向かい、ボードゥアン1世と面会した。ボードゥアン王はシグル王を非常に丁重に迎え、ヨルダン川まで同行して騎行し、ふたたびエルサレムへと戻った。Einarはこの時のことを次のように詠っている。
広き地に並ぶものなきわが王、
戦の誉れを愛するその人、
ヤコブの地に錨を降ろし、
ともに戦いし者らと朝を祝えり。
かくて王はエルサレムに至る、
天の風に吹かれしこの地に、
より高き王は世におらず、
ヨルダンの水にて穢れを洗う。
シグル王はこの聖地にて秋から初冬にかけて滞在し、巡礼と宗教的義務を果たしたという。この間、ボードゥアン王はシグル王に盛大な饗宴を設け、多くの聖遺物を贈呈した。その中でも特筆されるのが聖十字架から削り取られたとされる一本の木片であり、これは王とラテン・エルサレム総大司教が共にその神聖性に誓約したものであった。この聖遺物は、ノルウェー王国においてキリスト教を広め、大司教座を創設すること、十分の一税を導入すること、その遺物をオーラヴ聖王の眠る聖堂に安置することを条件に、シグル王に託された。
シグル王はその後、ボードゥアン王とともにシリア地方にある異教徒の都市シドンへの包囲遠征に参加した。包囲の末、同市は陥落し、多くの財宝が得られたが、シグル王はその取り分をすべてボードゥアン王に贈与したという。Haldorはこの戦いについてこう詠んだ。
狼に肉を与える者、
東方にて街を奪い、
異教徒の巣を灰と化し、
殺して得た金を王に贈る。
また、Einarは以下のように記している。
ノルマンの王、賢き歌人ら語れり、
サエト（シドン）の町を奪いしと。
石を飛ばす機が雷鳴のごとく
屋根を砕き、壁を崩す。
黒く焼けた壁をよじ登り、
死の嘴に血を塗る王は
栄光をその手に収めたり。

### 帰路：キプロス、ギリシアを経て
シグル王は遠征を終えたのち、艦隊とともにアッコに戻り、出航の準備を整えた。彼らはキプロス島に一時滞在した後、ギリシアに向けて航海し、エンギルスネ（Engilsnes）と呼ばれる地に上陸した。この地でシグル王は二週間停泊したが、毎日のように順風が吹いていたにもかかわらず、敢えて出航を遅らせたとされる。その理由は、王の艦隊の帆には前後ともに絹が織り込まれており、帆が横風を受けてはじめてその豪華さが他の船団からも見えるようになるためであった。この逸話は、シグル王の美意識と威光を象徴するものとして語り継がれている。

### コンスタンティノープル訪問とパドレイムの競技会
1110年末、シグル王は艦隊を率いてコンスタンティノープルへと到達した。王の艦隊は沿岸を航行しながら入城を試み、帆が密に張られた壮麗な姿を見ようと、帝都の人々はこぞってその様子を見物に現れたという。
皇帝キリャラクス（アレクシオス）は、黄金の門（Gold Tower）を開かせてシグル王を迎えた。この門は、皇帝が遠征や戦勝から帰還する際に用いられる特別な門である。黄金の門から皇帝の大広間「ラクトヤルナ」(Laktjarna) に至るまで、絹布が敷かれ、栄誉ある来訪を示す荘厳な演出がなされた。シグル王は従者に命じ、「都の見慣れぬ物に心を奪われることなく、威厳をもって騎行せよ」と命じ、騎馬にて堂々たる入城を果たした。その後、皇帝のもとでしばし滞在し、歓待を受けた。
皇帝はシグル王に贈り物として六リスプンドの黄金を与えるか、それとも伝統の競技会「パドレイム（Padreim）」を開催するかを選ばせた。シグル王は金ではなく競技会を望み、それに応じてパドレイムが催された。パドレイムは大規模な円形闘技場にて行われ、壁と土手に囲まれた円形の広場で観衆が観戦に参加した。競技では北欧神話やヴォルスング一族、ギューキ一族（en:Gjúki）にまつわる物語が銅像によって再現され、あたかも生きて動いているかのような精巧さであったという。劇や乗馬演技、音楽、さらにはギリシア火と見られる花火も用いられ、王陣営と王妃陣営に分かれた競技で覇を競った。この年のパドレイムでは王の側が勝利し、「王が戦において勝つ前兆」として歓迎されたという。

#### 胡桃と宮廷の試練
滞在中、シグル王は返礼として皇帝をもてなす宴を開いた。準備にあたって、市場で薪を購入しようとしたところ、すでに売り切れていた。だが王は「では胡桃を燃やせばよい」と命じ、それによって料理をまかなった。皇后は密かにこの混乱を仕組んだが、見事な宴と胡桃の使用を目の当たりにし、「この王は真に豪奢な人物である」と称賛したという。

### 帰国の途と各地での歓待
その後、シグル王はノルウェーへの帰還を決意した。皇帝には王の艦隊すべてを献上し、船首の装飾像は聖ペテロ教会に奉納された。皇帝はシグル王に多くの馬と護衛を与え、ブルガリア、ハンガリー王国、パンノニア、シュヴァーベン、バイエルンを経て王は旅を進めた。
途中、神聖ローマ皇帝ロタール3世と面会し、王は友誼をもって迎えられ、随行と物資供給のための市場が設けられた。シュレースヴィヒではエイリヴ伯が王のために饗宴を設け、ヘゼビューではデンマーク王ニコラスが王を迎えてユトランド半島北端まで同行し、艤装を施した船を一隻与えた。シグル王はついにノルウェーへと帰還し、民衆から大いなる歓呼と共に迎えられた。
この遠征の成功と名声は「ノルウェーから最も栄誉ある旅」として長く語り継がれた。帰国時、王は20歳であり、遠征は3年におよんだ。弟のオーラヴは当時12歳であった。

## ノルウェー帰国後

### 教会政策
シグル王は、エルサレム滞在中に聖十字架の聖遺物を譲り受けた際、ノルウェーにおける教会制度の整備と十分の一税の導入を誓約していた。彼はこの誓いに従い、帰国後、十分の一税を導入し、自らもその支払いを行った。さらに、ノルウェーにおける初の大司教座の設立に向けた布石として、新たな司教座を創設するよう努めた。彼はこの取り組みの一環としてスタヴァンゲルに司教座を新設し、そこに新たな司教を任命した。この司教は、後にシグルの王妃マルムフリズとの離婚問題において、ベルゲン大司教と対立しつつ、王の望む判断を下すこととなった。このように、シグルの教会政策は、王権と教会勢力の協調を図る一方で、王権の意向に沿う形で教会人事を活用する側面も持っていた。

### 都市建設と建築活動
シグル王は帰国後、ノルウェー南東部の要衝クングエルヴ（当時のコンガヘッラ）を拠点として重視し、この地を防衛の中心とすべく大規模な都市整備と軍事拠点化を進めた。彼はこの地に城塞を築き、9歳以上のすべての住民に対して、投石用の石または先端を削った長さ5エル（約3メートル）の杭を納める義務を課すなど、防衛体制の強化を図った。また、彼はこの地に「十字架教会（Cross Church）」と呼ばれる木造の聖堂を建立し、その主祭壇前には東ローマ帝国より持ち帰った金銀製の荘厳な聖卓を据えた。加えて、エルサレム王ボードゥアン1世から授けられた聖十字架の聖遺物もこの教会に安置され、同教会はノルウェーにおける聖遺物崇敬の一大中心地となった。このように、シグル王は宗教的・軍事的意義を兼ね備えた都市建設を推進し、国外から持ち帰った文化・宗教的資産を積極的に取り入れ、王国の威信と信仰の中心を形成しようとした。

### 法政策
シグル王の法政策において特筆すべきは、兄王エイスティンとの共同行政のもとで、各地における訴訟や刑罰の扱いに関する法的正統性の確保を重視した点である。王の親族でありラップ人からの徴税官を務めていたシグル・フラナソンが不正を働いたとの告発を受け、シグル王はこれを断罪しようとしたが、これに対しエイスティン王は法の正統な手続きを強調し、シグル・フラナソンの裁判権を自らのもとに引き取って法廷で争った。この件は、国王間の権力分掌と地方法廷の適用範囲を巡って数度にわたって争われ、最終的にはトロンハイムのエイラシングで、訴訟の管轄違反と過去の却下歴に基づいて告発は退けられた。シグル王はこの結果に不満を抱き、軍を動員して地方への介入も辞さなかったが、実力行使の直前で和解に至った。この事件は、王権下における法の支配原理の重要性と、異なる王権間での法的対立の構造を明示するものであった。

### エイスティンとの対立
シグル王と兄王エイスティンとの間には、政治的・人格的な対立がしばしば表面化した。彼らは共同統治者として王国を治めていたが、しばしば法の適用や被告人処遇を巡って激しく対立し、ときに武力衝突寸前にまで至った。
また、ある機会には両王が酒宴の席でお互いの功績を誇り合い、次第に口論となった。シグル王は自身の十字軍遠征と海外での戦果を誇示し、エイスティン王の国内統治を「父親の娘のようだ」と揶揄したのに対し、エイスティンは「その遠征を支えたのは自分であり、国内での教会建築・都市整備の方が国の利益に資する」と反論した。両者の言葉の応酬は次第に険悪なものとなり、兄弟間の根深い対抗意識が露呈した。表面的には平和が保たれていたものの、このような不和は王国の統治構造に緊張をもたらしていた。最終的にはエイスティンの死によってシグルは単独統治権を掌握したが、それまでの間、共同統治体制の調整には困難が伴っていた。

### 外交政策と対外関係
シグル王は晩年に至るまで周辺諸国との関係維持に注力していた。1123年、デンマーク王ニルスの要請を受け、かつてキリスト教に改宗しながらも再び異教に立ち戻っていたスウェーデン・スモーランド地方の住民に対する軍事遠征を計画した。しかし、シグル王が兵を集めてエーレスンド海峡に到着した際、ニコラス王はすでに軍を解散していたため、単独での遠征を決行することとなった。
この遠征においてシグル王はスモーランドを軍事的に制圧し、現地住民を再びキリスト教へと改宗させたとされる。この軍事行動は単なる信仰の布教にとどまらず、デンマークとスウェーデンの間におけるノルウェーの存在感を改めて示すものとなった。また、この時に課された貢納は1,500頭の牛であり、遠征軍の兵站も確保されたという記述が残る。
また、十字軍遠征中に獲得した聖遺物――聖十字架の木片をノルウェーに持ち帰ったシグル王は、それを南方の新首都コンゲッレ（Konghelle）に安置し、王国南部における宗教的象徴とすることで、外敵との境界における守護と威信の確立を図った。
これらの対外政策は、晩年の王が精神的に不安定であったとの記述とは裏腹に、軍事と外交の両面で主導権を維持していたことを示している。

## 晩年
シグル王の晩年は精神的不安定と混乱に彩られていた。1120年代後半以降、王はしばしば不可解な言動を見せ、家臣や王妃に対する暴力的な振る舞いも報告されている。ある聖霊降臨祭の日、王は宴席で突如として福音書の豪華写本を火に投げ入れ、自身の王妃マルムフリズの額を殴打し、「角の生えたような醜さだ」との暴言を吐いた。
さらに、1123年以降には癲癇様の発作や幻視を伴う行動が現れ始め、ある時には風呂に浸かっていた際、水中に魚が見えると錯覚して異常な笑いを発したまま意識を失ったと記録されている。また、晩年には王妃との離婚を一方的に決定し、別の女性セシリアと結婚しようとしたが、これに対しベルゲン司教マグネは教会法を盾に王を面前で戒め、王はその場で剣を手にしたものの、最終的には黙して退いたという。
王は1130年にヴィーケン地方にて病に倒れ、同年8月14日の聖母被昇天祭前夜に死去した。そして1130年、彼は亡くなった。遺骸はオスロの聖ハルワルド大聖堂に埋葬された。

## 子女
シグルはキエフ大公ムスチスラフ1世の娘でスウェーデン王インゲ1世の孫娘であったマリムフリダ・ムスチスラヴナと結婚し、彼女との間に一人娘のクリスティン・シグルスダッテルをもうけた。
しかしシグル王には嫡出子がいなかった。そのため、豪農の娘で彼の愛人であったボルグヒルド(en:Borghild Olavsdotter)との間の非嫡出子マグヌス4世がシグル王の跡を継いでノルウェー王位を継承した。しかしマグヌス4世は単独で王位に就いたわけではなく、正当な王位継承者を自称するハーラル・ギッレなる人物と共同統治という形で王位についていた。そしてこの共同統治体制はシグル王の死後、ノルウェー王国での凄惨な内戦を引き起こす所以となった。

## 一次資料
シグル王と彼の兄弟たちに関する情報の多くは、1225年頃にスノッリ・ストゥルルソンが編纂したサガ：ヘイムスクリングラに依拠している。しかし歴史家たちは今もこの作品の正確性に関して議論を続けている。なお、シグル王に関してはノルウェーのみならずほかの多くのヨーロッパ諸国の文献でも言及されている。

## 演劇・詩
19世紀、ノルウェーの作家ビョルンスティエルネ・ビョルンソンはシグル王の生涯を描いた歴史演劇を製作している。またこの劇に付した劇音楽:「十字軍の王シーグル」はノルウェーの作曲家エドヴァルド・グリーグが制作した。また1862年には、スコットランドの詩人ウィリアム・フォーサイスはエドワード・バーン＝ジョーンズ製作の挿絵が盛り込まれた十字軍王シグルという詩作品を発表している。

## その他の文献
- Bergan, Halvor  (2005) Kong Sigurds Jorsalferd. Den unge kongen som ble Norges helt (Norgesforlaget) ISBN 82-91986-75-4
- Morten, Øystein (2014) Jakten på Sigurd Jorsalfare  (Spartacus) ISBN 9788243008441

## 関連書籍
- Riley-Smith, Jonathan (1986) The First Crusade and the Idea of Crusading (University of Pennsylvania Press) ISBN 9780812213638